# Chytonix lophophora
Chytonix lophophora är en fjärilsart som beskrevs av Hans Zerny 1916. Chytonix lophophora ingår i släktet Chytonix och familjen nattflyn. Inga underarter finns listade i Catalogue of Life.